# Bagodares
Bagodares es un género de polillas de la familia Geometridae. Fue descrita por primera vez por George Claridge Druce en 1893, y se puede encontrar distribuidas en América. El género fue originalmente incluido por el autor entre las Larentiadae, pero, la especie tipo, B. prosa, carece de radial en el ala posterior.

## Descripción
Se caracterizan por tener antenas pectinadas en el macho y simples en la hembra. El tórax y abdomen son delgados. Las alas primarias son cortas, más bien anchas, con los márgenes costal y externo rectos y el margen interno ligeramente curvado. Las alas secundarias son bastante largas, muy redondeadas desde el ápice hasta el ángulo anal. Las tibias posteriores cuentancon espolones largos.

## Especies
El género Bagodares contiene 5 especies:
| Bagodares | \| \| Bagodares castra Jones, 1921 \| \| \| \| \| \| Bagodares griseocostaria Herrich-Schäffer, 1870 \| \| \| \| \| \| Bagodares pallidicosta Warren, 1905 \| \| \| \| \| \| Bagodares prosa Druce, 1893 \| \| \| \| \| \| Bagodares sturnularia Herrich-Schäffer, 1858 \| \| \| \| |
|           | \| \| Bagodares castra Jones, 1921 \| \| \| \| \| \| Bagodares griseocostaria Herrich-Schäffer, 1870 \| \| \| \| \| \| Bagodares pallidicosta Warren, 1905 \| \| \| \| \| \| Bagodares prosa Druce, 1893 \| \| \| \| \| \| Bagodares sturnularia Herrich-Schäffer, 1858 \| \| \| \| |
|           | Bagodares castra Jones, 1921 |
|           | |
|           | Bagodares griseocostaria Herrich-Schäffer, 1870 |
|           | |
|           | Bagodares pallidicosta Warren, 1905 |
|           | |
|           | Bagodares prosa Druce, 1893 |
|           | |
|           | Bagodares sturnularia Herrich-Schäffer, 1858 |
|           | |